# Paju (Korea Południowa)
Paju (kor. 파주시) – miasto w Korei Południowej, w prowincji Gyeonggi. W 2006 liczyło 302 275 mieszkańców.

## Miasta partnerskie
- Kanada: Coquitlam
- Hiszpania: Cuenca
- Japonia: Hadano
- Chińska Republika Ludowa: Mudanjiang
- Południowa Afryka: Stellenbosch
- Australia: Toowoomba